# Arikokaha
 Arikokaha è una città e sottoprefettura della Costa d'Avorio appartenente al dipartimento di Niakaramandougou. Conta una popolazione di 7 416 abitanti (censimento 2014).